# Oscar Paul Osthoff

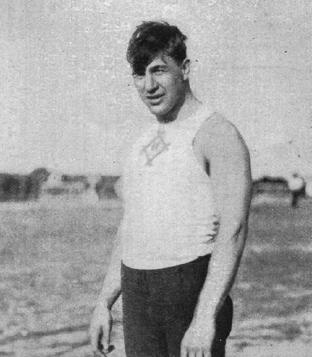
Imagen de Oscar Paul Osthoff durante las Olimpiadas de 1904

Oscar Paul Osthoff (Milwaukee, Wisconsin, 23 de marzo de 1883 - Indianápolis, Indiana, 9 de diciembre de 1950) fue un levantador de pesas estadounidense que tomó parte en los Juegos Olímpicos de 1904, en Saint Louis, en el que ganó dos medallas.
En la prueba del concurso completo ganó la medalla de oro al imponerse a los otros dos participantes, mientras que en el levantamiento a dos manos ganó la medalla de plata, al terminar segundo por detrás del griego Perikles Kakousis.
Durante su vida deportiva también practicó la natación, atletismo, fútbol americano y gimnasia.